# Moratoria Hoover
La Moratoria Hoover fue una suspensión de un año de aplazar los pagos de las reparaciones y deudas de guerra. La moratoria fue el resultado de una propuesta emitida el 20 de junio de 1931 por el presidente de los Estados Unidos, Herbert Hoover, cuyo objetivo era aliviar los efectos de la Gran Depresión y la crisis financiera internacional y dar tiempo para la recuperación.
La moratoria hizo poco para frenar la crisis económica en Europa. Alemania quedó atrapada en una importante crisis bancaria, Gran Bretaña abandonó el patrón oro en septiembre de 1931 (Estados Unidos haría lo mismo en 1933 como parte del New Deal del presidente Franklin Roosevelt) y Francia tenía la intención de abordar los problemas nuevamente una vez que terminara la suspensión de un año.
Tras el fin de la moratoria los países volvieron a intentar cumplir con los pagos, pero salvo Finlandia pocos países pudieron cumplir, Gran Bretaña y Francia realizaron pequeños pagos. Alemania dejó de pagar tras el ascenso de Hitler al poder en 1933.